# Callianassa elegans
Espèce
Callianassa elegans est une espèce fossile de crevettes de la famille des Callianassidae. Elle a été trouvée à Java.